# Louis Drummond (comte de Melfort)
Louis Drummond, comte de Melfort, est un militaire français, né le 1er novembre 1722, mort en 1788.

## Biographie

### Famille
- Son grand-père est Jean Drummond, comte de Melfort (en), 1er du nom, créé vicomte de Melfort le 20 avril 1685, comte de Melfort en Écosse[1] le 12 août 1686, pair d'Irlande, baron de Cleworth par patente du 7 août 1688 puis duc de Melfort en France le 17 avril 1692. Second fils de Jacques II, 8e lord Drummond, 3e comte de Perth, et d'Anne Gordon. Il se marie en premières noces à Sophie Lundey[4] héritière de sa maison, morte en 1679. Il épouse en secondes noces Euphémie Wallace, fille de sir Thomas Wallace de Craigie, baron et seigneur, justicier d'Écosse, morte le 6 mai 1743 au château de Saint-Germain-en-Laye.
Jean Drummond fait partie de la 2e branche de la maison de Drummond issue des comtes de Perth, établie en France sous le titre de duc de Melfort et formant la 1re branche du nom de Melfort.

- Son père, André Dummond, comte de Melfort, est le quatrième fils du deuxième lit de Jean Drummond, comte de Melfort et d'Euphémie Wallace. Il fut colonel de cavalerie, mestre de camp, lieutenant-général des armées du roi et grand-croix de l'ordre royal et militaire de Saint-Louis. Il épousa Madeleine Sylvie de Sainte-Hermine, fille de Louis-Henri, marquis de Sainte-Hermine et de Marie-Geneviève Morel de Putanges, dont il eut son fils Louis.

- il se marie le 28 janvier 1759 à Jeanne Elisabeth de La Porte, fille de Pierre Jean-François de La Porte, marquis de Presles, seigneur de Meslay, intendant du Dauphiné et d'Anne Elisabeth Lefebvre de Caumartin, dont il aura 3 enfants :

1. Louis Pierre Milcolombe Drummond, né le 1er février 1760, maréchal de camp
2. Louis Edouard Genneviève Drummond de Melfort, né le 11 septembre 1767, chevalier de Malte, mort en 1832, sans enfants.
3. Annabelle Henriette Drummond de Melfort, dame de madame Elisabeth de France, mariée au comte de Marguerye.

### Carrière militaire
Le 15 avril 1735, Louis Drummond est cornette au  régiment de cavalerie de Gesvres, avec lequel il participe durant la guerre de Succession de Pologne à la campagne sur le Rhin et à l'affaire de Clausen.
Le 7 novembre 1739, il devient capitaine et commande une compagnie au régiment Royal-Piémont Cavalerie. Affecté à l'armée de Westphalie, il se trouve sur les frontières de Bohème et prend part au secours de Braunau, au ravitaillement d'Egra et à la défense de plusieurs postes de la Bavière et sur le Rhin.
De 1741 à 1743,  il est à la conquête du comté de Nice, en 1744, au siège de Demont, à la bataille de Coni et à la bataille de la Madona-del-Ulmo
Le 26 mai 1745, il devient colonel du régiment d'infanterie de La Marche. 
En 1746, il est à l'armée du Bas-Rhin, sous les ordres du prince de Conti à la marche de Maubeuge sur Herentals puis sous les ordres du comte d'Estrées aux sièges de Mons, de Charleroi, de Namur et à la bataille de Raucoux.
Le 3 mars 1747, il devient mestre de camp et lieutenant du régiment de cavalerie d’Orléans qu'il commande, le 2 juillet, à la bataille de Lawfeld et au siège de Maastricht en 1748.
Il sert ensuite le régiment Royal-Écossais et se trouve à la bataille de Hastenbeck, à la  prise de Minden et du Hanovre, puis au camp de Closterseven.
Par brevet du 1er mai 1758 il devient brigadier et combat à Crewelt le 23 juin. Il se trouve, ensuite, à la tête d'une brigade de troupes légères composée des volontaires de Flandre, des volontaires du Hainaut, des volontaires étrangers et des volontaires liégeois. Il couvre la marche de l'armée française et fait fuir les ennemis qui occupent Borck, s'empare de Lippe le 29 juin, participe à la bataille de Minden le 1er août, bat un régiment de dragons hanovrien à Mardoff près de Hombourg en septembre, attaque, le 27 octobre un détachement ennemi près de Nordecken faisant prisonniers 30 dragons et 20 hussards.
Devenu colonel de la Légion Royale le 16 mai 1760, il la commande lors des batailles de Corbach et de Warburg. Le 13 septembre, il est au combat de Rhadern où le corps du général Bulow est mis en déroute.
Par brevet du 20 février 1761, il devient maréchal de camp à l'armée d'Allemagne. Il se distingue, sous les ordres du marquis de Voyer lors de la bataille de Verle et de la prise d'Osnabrück.
Le 27 mars 1761, il est nommé inspecteur des troupes légères de France.
Employé à l’armée d’Allemagne en 1762, il remporte un avantage sur les ennemis, du côté d’Holtsmar, le 4 juillet.
Il fut créé commandeur de l’Ordre royal et militaire de Saint-Louis le 25 août 1779, puis nommé lieutenant-général des armées du Roi le 1er mars 1780.

## Œuvres
- Traité sur la cavalerie, enrichi de gravures de Charles-Eugène Duponchel, Charles-François-Adrien Macret et François Robert Ingouf, Imprimerie de Guillaume Desprez, Paris 1776